# Montsapey
Montsapey – miejscowość i gmina we Francji, w regionie Owernia-Rodan-Alpy, w departamencie Sabaudia.
Według danych na rok 1990 gminę zamieszkiwało 59 osób, a gęstość zaludnienia wynosiła 2 osób/km² (wśród 2880 gmin regionu Rodan-Alpy Montsapey plasuje się na 1559. miejscu pod względem liczby ludności, natomiast pod względem powierzchni na miejscu 229.).